# Adelphopoiesis
L'adelphopoiesis (dal greco ἀδελφοποίησις, parola composta da ἀδελφός, adelphós, cioè, "fratello" o più propriamente "di un solo utero", e ποιέω, poieo, "fare"), era una cerimonia di affratellamento praticata da varie Chiese cristiane per creare una parentela spirituale fra due persone dello stesso sesso, solitamente di due uomini.
Il rito fu praticato principalmente dalla Chiesa cristiana ortodossa.
Lo storico John Boswell nel suo libro Same-sex unions in pre-modern Europe, pubblicato anche con il titolo The marriage of likeness, fornisce testi e traduzioni di alcune versioni di adelphopoiesis in greco e soltanto traduzioni per un certo numero di versioni slave.
Boswell fa notare l'assenza di un rito equivalente nella Chiesa cattolica, tuttavia lo storico Alan Bray nel suo libro The friend, fornisce un testo latino con relativa traduzione di una cerimonia croata simile, intitolata Ordo ad fratres faciendum.
Un istituto consimile esisteva (e sopravvive ancor oggi) nel mondo arabo, preislamico e islamico, che prevedeva (e prevede) il rito della Mu'akhat, praticato dallo stesso Maometto col cugino agnatizio ʿAlī ibn Abī Ṭālib nei primissimi tempi della sua residenza a Yathrib, dopo l'Egira.

## Scopo della cerimonia
Lo scopo dell'adelphopoiesis è controverso. Boswell sostiene che servisse a celebrare unioni sentimentali tra due uomini, precorrendo il matrimonio omosessuale. Altri, come Brent Shaw, sostengono che fosse più simile ad una "fratellanza di sangue" senza connotazione sessuale.
Secondo versioni alternative questo rito sarebbe stato utilizzato per molti scopi, ad esempio per concludere un patto permanente tra i leader di due nazioni o tra "fratelli religiosi", come sostituto della "fratellanza di sangue", proibita dalla Chiesa del tempo.

## Il rito dell'adelphopoiesis
Il rito della chiesa ortodossa mediante il quale due persone si univano in una "fratellanza spirituale" era appunto l'adelphopoiesis ('affratellamento', slav. pobratimstwo o anche posestrinstwo, 'assorellamento'). Già nel 1914 Pavel Florenskij ha strutturato gli elementi liturgici centrali di questo rito come segue:
1. I futuri fratelli (o sorelle o fratello e sorella) si posizionano in chiesa davanti all'altare sul quale giacciono la croce e il vangelo; il più anziano dei due sta a destra, il più giovane a sinistra;
2. Vengono recitate preghiere e litanie che chiedono che i due vengano uniti in amore e che si ricordino degli esempi di amicizia trovati nella storia della chiesa;
3. I due vengono legati l'uno all'altro con una cintura e pongono le mani sul vangelo; ognuno di loro riceve una candela;
4. Vengono letti ad alta voce i versi (1 Cor 12,27 - 13,8) (Inno all'amore di S. Paolo) e (Gv 17,18 - 26) (Gesù parla dell'essere uno);
5. Vengono lette ad alta voce ulteriori preghiere come al punto 2;
6. Viene letto ad alta voce il Padre Nostro;
7. I futuri fratelli ricevono i doni consacrati in precedenza offerti nella stessa ciotola;
8. Vengono condotti intorno all'altare, mentre si tengono per mano e i fedeli cantano il seguente tropario: "Signore, guarda dall'alto dei Cieli e vedi";
9. I due si scambiano alcuni baci;
10. I fedeli: Ecco, quant'è buono, e quant'è piacevole, che fratelli dimorino insieme! (Sal 133,1).

Una delle preghiere che venivano recitata durante questa cerimonia in traduzione italiana farebbe così:

## Controversie

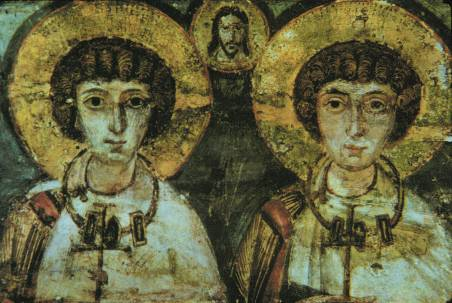
I martiri cristiani del quarto secolo Santi Sergio e Bacco, che secondo John Boswell furono uniti tramite il rituale dell'adelphopoiesis.

Il rito è di per sé abbastanza anodino: può essere assimilato ai vari altri riti di acquisizione di parentela (fratellanza di sangue, comparaggio, adozione, padrinato) al di fuori del matrimonio, presenti in numerosissime società di tutti i tempi.
In società familistiche come quelle del passato, le alleanze tra gruppi o individui avvenivano infatti o attraverso il matrimonio, o attraverso questo tipo di riti, che davano luogo non a una generica "solidarietà", bensì a diritti e doveri reciproci socialmente riconosciuti e in molti casi anche regolati per legge.
In altre parole, due uomini "affratellati" avevano l'uno verso l'altro i doveri di due veri fratelli (ad esempio al mantenimento in caso di mancanza di mezzi) o non potevano sposare l'uno la sorella dell'altro senza commettere un incesto. In effetti, lo scopo di tali cerimonie era esattamente questo: creare una serie di diritti e doveri reciproci fra persone che non potessero utilizzare i normali legami di parentela di sangue previsti dalla società del passato.
Ciò che ha reso infuocato il dibattito sulla riscoperta di questo rito (di per sé banale) da parte di John Boswell è stato quindi non il suo carattere, bensì la scelta di Boswell d'inserire il suo libro nell'ambito del nascente (all'epoca: 1994) dibattito relativo al riconoscimento giuridico delle coppie dello stesso sesso.
È da rilevare peraltro che lo stesso Boswell (pp. 298–299) rifiuta che "adelphopoiesis" possa essere propriamente tradotto con "matrimonio omosessuale", screditando questa definizione come "tendenziosamente deviata". Ciò tuttavia non ha impedito che alcuni attivisti di gruppi religiosi gay (specie statunitensi) abbiano sostenuto che il libro di Boswell dimostrava che una forma di matrimonio gay era stata approvata dalle Chiese cristiane del passato.
Di questo fraintendimento non è comunque del tutto incolpevole lo stesso Boswell, che sostenne nel suo libro che "affratellare" fosse una traduzione letterale anacronistica, e propose "unione omosessuale" come interpretazione preferibile. Da qui a sostenere che l'adelphopoiesis fosse, se non un matrimonio, per lo meno una specie di "PACS" ante litteram, il passo era breve.

## Critiche
La storicità dell'interpretazione che Boswell dà dell'adelphopoiesis è contestata dalla Chiesa greco-ortodossa, che la considera invece un rito di adozione familiare, come indicherebbe l'interpretazione alla lettera del termine ("fare fratello").
In seguito all'aspra contestazione della sua interpretazione dei fatti, è stata addirittura messa in dubbio dai detrattori la competenza ed erudizione di Boswell nel campo.
La polemica non è in effetti riuscita a mantenersi nell'àmbito della discussione storico-accademica né da una parte né dall'altra. 
- Da un lato un piccolo ma attivo gruppo di cattolici e greco-ortodossi gay ha salutato lo studio di Boswell come un fondamento storico e teologico della battaglia per un riconoscimento anche religioso delle unioni fra persone dello stesso sesso. In particolare, a seguito della pubblicazione del libro di Boswell, un gruppo piccolo ma molto attivo di cattolici e greco-ortodossi gay ha per così dire "adottato" i santi Sergio e Bacco come precursori e "protettori" delle coppie dello stesso sesso, popolarizzando questa idea anche al di fuori della propria cerchia immediata.
- Dall'altro, alcuni critici di Boswell (che in qualche caso hanno agito più a difesa di una ortodossia religiosa che di una particolare metodologia della ricerca storica) sono stati troppo rapidi nell'escludere a priori che fra le molte motivazioni che possono avere spinto coppie del passato a legarsi con questo vincolo ci possa essere stata anche una motivazione affettiva. Eppure proprio la ricerca storica mostra come, nei secoli, le persone omosessuali hanno usato qualsiasi spiraglio concesso dalla società (amor socratico, amicizia Romantica, cameratismo...), per rivestire di panni socialmente accettabili le loro relazioni.

Dopo la morte di Boswell, comunque, la polemica si è andata progressivamente attenuando, come pure l'interesse per una cerimonia religiosa del passato il cui fascino "esotico" è diminuito man mano che il cambiamento delle leggi rendeva possibili, in molte nazioni, cerimonie civili ben più significative.
Sostanzialmente, dopo la morte di Boswell il dibattito sull'adelphopoiesis non è stato più proseguito al di fuori delle cerchie di "gay credenti" sopra ricordate, e quindi anche la corrispondente polemistica di parte avversa è andata progressivamente scemando. 
Va peraltro ricordato che il libro di Boswell rimane tuttora popolare come uno dei fondamenti delle "benedizioni di amicizia" fra persone dello stesso sesso celebrate da alcuni gruppi religiosi anglosassoni di estrazione protestante.